# سانت یرنس د لا موگا
سانت یرنک د لا موگا (به اسپانیایی: Sant Llorenç de la Muga) یک شهرستان در اسپانیا است که در خرنا واقع شده‌است.

## خصوصیات
سانت یرنک د لا موگا ۳۲ کیلومترمربع مساحت و ۲۴۹ نفر جمعیت دارد و ۳۹ متر بالاتر از سطح دریا واقع شده‌است.